# Gara Târgu Jiu
Gara Târgu Jiu este o gară care deservește municipiul Târgu Jiu, România.